# 드라마 10
《드라마 10》는 NHK 종합 텔레비전 22시의 연속 드라마 시간대이다.

## 개요
「드라마 10」의 내용은 주로 여성 문제에 중점을 두고 있으며, "현재 및 주제별 및 오락"이라는 주제로 제작되는데 방송의 길이는 2 에피소드 (약 1 주)에서 20 에피소드 (약 5 개월)까지 다양하다. 1989년부터 1990년까지 저녁 22:00에 방영되었고 2010년 3월 30일 "제8일 매미"가 방송되었다. 방송 시간은 매주 화요일 밤 22 : 00 ~ 22 : 43 또는 22:48이었으며, 2016년 4월 15일의 "비행기 구름 ~ 죄와 사랑"작업 후 「드라마 10」 시간이 매주 금요일 밤 22:00에 방송되도록 변경되었다.
「드라마 10」에 지정된 주요 여배우는 일반적으로 주요 여배우가 직접 연기하거나 그 당시 연속 TV 소설 또는 NHK 대하드라마의 역할을 지원하거나 NHK TV 방송국이 그 당시 강력한 연기자가 등장하는 영향력을 갖도록 선정하였다. 프로그램 제작은 일반적으로 NHK 도쿄 본사 및 개인 TV 방송국 또는 영화 회사 (예 : Toho 및 Toei)와 협력하는 경우도 존재할 수도 있지만 도쿄, NHK 오사카, 나고야 및 삿포로 지사를 제외하고 모두 「드라마」을 제작하고 방송하였다.
2012년도부터 연수 작품 정도, NHK BS 프리미엄 일요일 연속극 '프리미엄 드라마'에서 방송 된 것을 재구성한 것도 방송되고 있다. 프리미엄 드라마 마찬가지로 재경국 계의 제작 자회사와의 공동 제작 드라마도 방송하고 있다. 2016년의 재편에 따라 금요일 오후 10시부터 화요일 오후 10시까지 방송 범위에서 방송 시간에 이동하고 이동 후 첫 작품은 「명암 ~ 죄와 사랑」이 되었다.

## 방송 된 작품

### 1989년
- 꽃이 내리는 오후
- 밤의 긴 외침
- 타인의 관계
- 새의 노래
- 시성의 여행자
- 바다 비추어

### 1990년
- 가족 이야기
- 한밤중의 테니스
- 뜨거운 눈빛
- 비즈니스맨의 아버지보다 아들에게 30통의 편지
- 여행의 시작

### 2010년대 전반

#### 2010년
| 제목                    | 방송 기간             | 방영 편수 | 주요 출연자                                             | 비고                        | 출처   |
| ----------------------- | --------------------- | --------- | ------------------------------------------------------- | --------------------------- | ------ |
| 8일째 매미              | 3월 30일 - 5월 4일    | 6부작     | 단 레이, 키타노 키이 외                                 | 동명 소설의 영상화          | [1]    |
| 이혼동거                | 5월 18일 - 6월 15일   | 5부작     | 아베 사다오, 사토 에리코 외                             | 동명 만화의 영상화          | -      |
| 천사의 몫               | 7월 6일 - 8월 3일     | 5부작     | 미즈키 아리사, 토모사카 리에 외                         | 미즈키 아리사 첫 NHK 주연작 | [2]    |
| 10년 후에도 너를 사랑해 | 8월 31일 - 10월 5일   | 6부작     | 우에토 아야, 우치노 세이요, 게키단 히토리 외            | 우에토 아야 첫 NHK 주연작   | [3]    |
| 세컨드 버진             | 10월 12일 - 12월 14일 | 10부작    | 스즈키 쿄카, 하세가와 히로키, 후카다 쿄코, 아야노 고 외 | 2011년에 영화화             | [4][5] |

#### 2011년
| 제목                          | 방송 기간            | 방영 편수 | 주요 출연자                                                                        | 비고                                          | 출처 |
| ----------------------------- | -------------------- | --------- | ---------------------------------------------------------------------------------- | --------------------------------------------- | ---- |
| 페이크 교토 미술사건 두루마리 | 1월 4일 - 2월 8일    | 6부작     | 자이젠 나오미, 미나미노 요코, 사노 시로, 후지무라 시호 외                          | NHK 오사카 방송국, 토호 공동 제작             | -    |
| 49일의 레시피                 | 2월 15일 - 3월 8일   | 4부작     | 와쿠이 에미, 후부키 준, 토쿠나가 에리, 노나미 미호 외                              | 동명 소설의 영상화, 2013년에 영화화           | -    |
| 마돈나 베르데~딸을 위해 낳는~ | 4월 19일 - 5월 24일  | 6부작     | 마츠자카 케이코, 쿠니나카 쿄코, 미나미 아키나, 아이다 쇼코 외                      | 동명 소설의 영상화                            | -    |
| 하류의 연회                   | 5월 31일 - 7월 19일  | 8부작     | 쿠로키 히토미, 와타나베 잇케이, 쿠보타 마사타카, 노기와 요코, 우에무라 유토 외     | 동명 소설의 영상화, 타카하시 유우 주제곡 참여 | -    |
| 호두의 방                     | 7월 26일 - 8월 30일  | 6부작     | 마츠시타 나오, 타케시타 케이코, 세토 코지, 이가와 하루카 외                        | 동명 소설의 영상화                            | -    |
| 라스트 머니: 사랑의 가격      | 9월 13일 - 10월 25일 | 7부작     | 이토 히데아키, 나카마루 유이치, 타나카 테츠시, 마츠시게 유타카, 타카시마 레이코 외 | My Little Lover 주제곡 참여                   | -    |
| 남친, 남편, 남자 사람 친구    | 11월 1일 - 12월 20일 | 8부작     | 마키 요코, 키무라 타에, 카호, 유스케 산타마리아, 미우라 타카히로 외                | 에쿠니 카오리 소설 원작                       | -    |

#### 2012년
| 제목                             | 방송 기간             | 방영 편수 | 주요 출연자                                                                   | 비고                                | 출처 |
| -------------------------------- | --------------------- | --------- | ----------------------------------------------------------------------------- | ----------------------------------- | ---- |
| 타이트로프의 여자                | 1월 24일 - 2월 28일   | 6부작     | 이케와키 치즈루, 타카오카 사키, 오자와 요시유키 외                            | NHK 오사카 방송국 제작              | -    |
| 대지의 팡파레                    | 3월 13일 - 3월 20일   | 2부작     | 코라 켄고, 렌부츠 미사코, 에모토 타스쿠 외                                    | NHK 삿포로 방송국 제작              | -    |
| 개척자들                         | 4월 3일 - 5월 8일     | 6부작     | 미츠시마 히카리, 이시다, 타쿠야, 아야노 고, 아라이 히로후미, 토쿠나가 에리 외 | BS 프리미엄 선행 방송 작품          | -    |
| 첫사랑                           | 5월 22일 - 7월 17일   | 8부작     | 기무라 요시노, 이하라 츠요시, 아오키 무네타카 외                              | NHK 오리지널, MISIA 주제곡 참여     | -    |
| 츠루카메 조산원~남쪽 섬으로부터~ | 8월 28일 - 10월 16일  | 8부작     | 나카 리이사, 요 키미코, 미사키 아야메 외                                      | 오가와 이토 원작 동명 소설의 영상화 | -    |
| 싱글 마더즈                      | 10월 23일 - 12월 11일 | 8부작     | 사와구치 야스코, 사카이 와카나, 쿠츠나 시오리 외                              | 토쿠나가 히데아키 주제곡 참여       | -    |

#### 2013년
| 제목                          | 방송 기간            | 방영 편수 | 주요 출연자                                                   | 비고                                  | 출처    |
| ----------------------------- | -------------------- | --------- | ------------------------------------------------------------- | ------------------------------------- | ------- |
| 언젠가 태양이 비추는 곳에     | 1월 8일 - 3월 12일   | 10부작    | 우에토 아야, 이이지마 나오코 외                               | 노나미 아사 원작 소설의 영상화        | [6]     |
| 제2악장                       | 4월 16일 - 6월 11일  | 9부작     | 타니하라 쇼스케, 카도와키 무기 외                             | 모리야마 료코 출연                    | -       |
| 격류~나를 기억하고 있습니까?~ | 6월 25일 - 8월 13일  | 8부작     | 다나카 레나, 히로세 스즈, 토모사카 리에 외                    | 동명 소설의 영상화                    | [7]     |
| 유리의 집                     | 9월 3일 - 10월 29일  | 9부작     | 이가와 하루카, 사이토 타쿠미, 나가야마 켄토 외                | 니시노 카나 주제곡 참여               | [8]     |
| 한밤중의 베이커리             | 11월 5일 - 12월 24일 | 8부작     | 타키자와 히데아키, 츠치야 타오, 코지마 후지코, 마에다 아키 외 | 동명 소설의 영상화, CHARA 주제곡 참여 | [9][10] |

#### 2014년
| 제목                                    | 방송 기간            | 방영 편수 | 주요 출연자                                        | 비고                                  | 출처 |
| --------------------------------------- | -------------------- | --------- | -------------------------------------------------- | ------------------------------------- | ---- |
| 종이달                                  | 1월 7일 - 2월 4일    | 5부작     | 하라다 토모요, 미즈노 마키, 니시다 나오미 외       | 가쿠다 미쓰요 원작 동명 소설의 영상화 | -    |
| 언젠가 태양이 비추는 곳에 스페셜        | 4월 1일              | 1부작     | 우에토 아야, 이이지마 나오코 외                    | 노나미 아사 원작 소설의 영상화        | -    |
| 사일런트 푸어                           | 4월 8일 - 6월 3일    | 9부작     | 후카다 쿄코, 사쿠라바 나나미, 고바시 메구미 외     | Perfume 주제곡 참여                   | -    |
| 하드 너트!~수학 girl의 사랑하는 사건부~ | 6월 24일 - 8월 12일  | 8부작     | 하시모토 아이, 코라 켄고, 오카노 신야 외           | BS 프리미엄 선행 방영 작품            | -    |
| 성녀                                    | 8월 19일 - 10월 7일  | 7부작     | 히로스에 료코, 츠츠이 마리코, 아오야기 쇼 외       | NHK 오리지널, JUJU 주제곡 참여        | -    |
| 안녕 나                                 | 10월 14일 - 12월 9일 | 9부작     | 나가사쿠 히로미, 이시다 유리코, 후지키 나오히토 외 | 히라이 켄 주제곡 참여                 | -    |

### 2010년대 후반

#### 2015년
| 제목                                            | 방송 기간             | 방영 편수 | 주요 출연자                                        | 비고               | 출처 |
| ----------------------------------------------- | --------------------- | --------- | -------------------------------------------------- | ------------------ | ---- |
| 전력 이혼 상담                                  | 1월 6일 - 2월 17일    | 7부작     | 마야 미키, 카미지 유스케, 타치 히로시 외           | NHK 나고야 제작    | [11] |
| 미녀와 남자                                     | 4월 14일 - 8월 25일   | 20부작    | 나카마 유키에, 마치다 케이타, 쿠사카리 마사오 외   | 존 카비라 나레이션 | [12] |
| 디자이너 베이비-하야미 형사, 출산 전의 난 사건- | 9월 22일 - 11월 10일  | 8부작     | 쿠로키 메이사, 와타베 아츠로, 아다치 유미 외       | 동명 소설의 영상화 | [13] |
| 나를 찾아줘                                     | 11월 24일 - 12월 15일 | 4부작     | 타키모토 미오리, 스즈키 호나미, 미조바타 준페이 외 | 동명 소설의 영상화 | [14] |

#### 2016년
| 제목                   | 방송 기간             | 방영 편수   | 주요 출연자                     | 비고                          | 출처        |
| 화요일 22시            | 화요일 22시           | 화요일 22시 | 화요일 22시                     | 화요일 22시                   | 화요일 22시 |
| ---------------------- | --------------------- | ----------- | ------------------------------- | ----------------------------- | ----------- |
| 사랑스러워서           | 1월 12일 - 3월 1일    | 8부작       | 타나카 레나 외                  | NHK 나고야 제작               | [15]        |
| 금요일 22시            |                       |             |                                 |                               |             |
| 콘트레일~죄와 사랑~    | 4월 15일 - 6월 10일   | 8부작       | 이시다 유리코 외                | 금요일 22시대 회귀 후 첫 작품 | [16]        |
| 수족관 걸              | 6월 17일 - 9월 2일    | 7부작       | 마츠오카 마유 외                | 동명 소설의 영상화            | [17]        |
| 운명을, 닮은 사랑      | 9월 23일 - 11월 11일  | 8부작       | 하라다 토모요, 사이토 타쿠미 외 | 기타가와 에리코 각본          | [18]        |
| 카피 페이스~지워진 나~ | 11월 18일 - 12월 23일 | 6부작       | 쿠리야마 치아키, 마에다 아키 외 | 동명 소설의 영상화            | [19]        |

#### 2017년
| 제목                                   | 방송 기간             | 방영 편수 | 주요 출연자                                                      | 비고                                         | 출처 |
| -------------------------------------- | --------------------- | --------- | ---------------------------------------------------------------- | -------------------------------------------- | ---- |
| 어머니, 딸을 그만둬도 좋습니까?        | 1월 13일 - 3월 3일    | 8부작     | 하루, 야기라 유야, 이시이 안나, 사이토 유키                      | NHK 나고야 방송국 제작, 이노우에 유미코 각본 | [20] |
| 츠바키 문구점 ~가마쿠라 대서사 이야기~ | 4월 14일 - 6월 2일    | 8부작     | 타베 미카코, 카미지 유스케, 바이쇼 미츠코                        | 동명 소설의 영상화                           | [21] |
| 블랭킷 캣                              | 6월 23일 - 8월 4일    | 7부작     | 니시지마 히데토시, 키치세 미치코, 시마자키 하루카, 카라타 에리카 | 동명 소설의 영상화                           | [22] |
| 이 말을 너에게                         | 9월 8일 - 11월 17일   | 8부작     | 타케노우치 유타카, 아소 쿠미코, 미무라 리에, 시바타 쿄헤이       | 연극 무대 연동 작품                          | [23] |
| 작은 공장의 여자                       | 11월 24일 - 12월 29일 | 7부작     | 우치야마 리나, 나가이 마사루, 타치 히로시                        | NHK 나고야 방송국 제작, 동명 소설의 영상화   | [24] |

#### 2018년
| 제목                    | 방송 기간             | 방영 편수 | 주요 출연자                                          | 비고                    | 출처 |
| ----------------------- | --------------------- | --------- | ---------------------------------------------------- | ----------------------- | ---- |
| 여자적 생활             | 1월 5일 - 1월 26일    | 총 4화    | 시손 준, 마치다 케이타, 코시바 후카 외               | NHK 오사카 방송국 제작  |      |
| 데이지 락               | 4월 20일 - 6월 22일   | 총 10화   | 사사키 노조미, 하루, 나카가와 쇼코, 토쿠나가 에리 외 | Crystal Kay 주제곡 참여 |      |
| 투명한 요람             | 7월 20일 - 9월 21일   | 총 10화   | 키요하라 카야, 사카이 와카나, 미즈카와 아사미 외     | CHARA 주제곡 참여       |      |
| 쇼와 겐로쿠 라쿠고 심중 | 10월 12일 - 12월 14일 | 총 10화   | 오카다 마사키, 나루미 리코, 류세이 료 외             | 유즈 주제곡 참여        |      |

#### 2019년
| 제목                                     | 방송 기간             | 방영 편수 | 주요 출연자                                | 비고                   | 출처 |
| ---------------------------------------- | --------------------- | --------- | ------------------------------------------ | ---------------------- | ---- |
| 특촬 가가가                              | 1월 18일 - 3월 1일    | 총 7화    | 코시바 후카, 키나미 하루카, 타케다 레나 외 | NHK 오사카 방송국 제작 |      |
| 미스트리스 ~여자들의 비밀~               | 4월 19일 - 6월 21일   | 총 10화   | 하세가와 쿄코, 미즈노 미키 외              | BBC One 드라마 원작    |      |
| 이것은 경비로 떨어지지 않습니다!         | 7월 26일 - 9월 27일   | 총 10화   | 타베 미카코, 마츠이 아이리, 카타세 나나 외 | 아베 마오 주제곡 참여  |      |
| 미스 지코쵸~천재 야마노 교수의 조사파일~ | 10월 18일 - 12월 20일 | 총 10화   | 마츠유키 야스코, 스도 리사 외              | 요 키미코 출연         |      |

### 2020년대 전반

#### 2020년
| 제목                                     | 방송 기간            | 방영 편수 | 주요 출연자                                                 | 비고                           | 출처 |
| ---------------------------------------- | -------------------- | --------- | ----------------------------------------------------------- | ------------------------------ | ---- |
| 하무라 아키라~세계에서 가장 불운한 탐정~ | 1월 24일 - 3월 6일   | 총 7화    | 시시도 카프카, 마미야 쇼타로, 오고 스즈카, 츠다 칸지 외     | NHK 나고야 방송국 제작         |      |
| 디어 페이션트 인연의 카르테              | 7월 17일 - 9월 18일  | 총 10화   | 칸지야 시호리, 다나카 테츠시, 우치다 유키, 타카나시 린 외   | 미나미 쿄코 원작 소설의 영상화 |      |
| 탈리오 복수 대행의 두 사람               | 10월 9일 - 11월 20일 | 총 7화    | 하마베 미나미, 오카다 마사키, 와타리 히로시, 엔도 켄이치 외 | NHK 엔터프라이즈 제작총괄      |      |

#### 2021년
| 제목                                 | 방송 기간           | 방영 편수 | 주요 출연자                                                                                   | 비고                   | 출처 |
| ------------------------------------ | ------------------- | --------- | --------------------------------------------------------------------------------------------- | ---------------------- | ---- |
| 드림 팀                              | 1월 22일 - 3월 12일 | 총 8부작  | 야마구치 사야카, 자이젠 나오미, 사쿠라바 나나미, 요 키미코, 마에카와 야스유키, 이부 마사토 외 | NHK 나고야 방송국 제작 |      |
| 70세, 처음으로 낳습니다 세븐티 초산. | 4월 2일 - 4월 16일  | 총 3부작  | 코히나타 후미요, 다케시타 케이코 외                                                           |                        |      |
| 반경 5m                              | 4월 30일 - 6월 25일 | 총 9부작  | 요시네 쿄코 외                                                                                |                        |      |
| 올리버 개, (Gosh!!) 이 놈            | 9월 17일 - 10월 1일 | 총 3부작  | 이케마츠 소스케 외                                                                            |                        |      |
| 군청영역                             | 10월 15일 -         | 총 8부작  | 심은경 외                                                                                     |                        |      |

#### 2022년
| 제목        | 방송 기간          | 방영 편수 | 주요 출연자          | 비고        | 출처 |
| ----------- | ------------------ | --------- | -------------------- | ----------- | ---- |
| 시모베에    | 1월 7일 - 3월 25일 | 총 8부작  | 야스다 켄 외         |             |      |
| 정직 부동산 | 4월 5일 -          | 총 10부작 | 야마시타 토모히사 외 | 화요일 22시 |      |

## 같이 보기
- NHK 토요드라마
- NHK 대하드라마
- 프리미엄 드라마

## 참고 사항
1. ↑  檀れい「八日目の蝉」撮影始まる　連続ドラマ初主演 보관됨 2011-01-13 - 웨이백 머신（西日本新聞、2010年2月19日記事）
2. ↑  “【エンタがビタミン♪】観月ありさ、19年連続主演ドラマギネス認定。19年のドラマの軌跡を追う。”. Tech Insight.
3. ↑  “番組エピソード　空想・仮想・理想・妄想！『もしもドラマ』 NHKアーカイブス”. NHK Archives. 2020년 6월 5일에 원본 문서에서 보존된 문서. 2020년 6월 12일에 확인함.
4. ↑  “鈴木京香、放送ギリギリの濃厚不倫愛 NHKドラマ「セカンドバージン」”. 《映画.com》. 2010년 10월 8일. 2019년 12월 4일에 확인함.
5. ↑  “さらに過激に! 鈴木京香「セカンドバージン」映画化”. 《Sponichi Annex》. 2011년 2월 28일. 2014년 8월 9일에 확인함.
6. ↑  “上戸彩＆飯島直子主演「いつか陽のあたる場所で」制作”. NHKドラマトピックスブログ. 2012년 6월 12일. 2012년 6월 20일에 원본 문서에서 보존된 문서. 2012년 6월 12일에 확인함.
7. ↑  “田中麗奈：NHKドラマ「激流」で主演 35歳のリストラ女性編集者に”. 《MANTANWEB》. 2013년 3월 25일. 2013년 3월 28일에 원본 문서에서 보존된 문서. 2013년 5월 5일에 확인함.
8. ↑  “井川遥さん連ドラ初主演！「ガラスの家」制作開始｜ドラマ10｜ドラマトピックスブログ : NHKブログ”. 2013년 7월 7일. 2013년 7월 10일에 원본 문서에서 보존된 문서. 2013년 9월 3일에 확인함.
9. ↑  web ザテレビジョン (2013년 4월 19일). “滝沢秀明、NHKの現代劇で初主演!”. 2013년 4월 26일에 원본 문서에서 보존된 문서. 2013년 5월 6일에 확인함.
10. ↑  CD Journal (2013년 3월 18일). “Charaがプレミアムドラマ「真夜中のパン屋さん」主題歌を書き下ろし”. 2013년 5월 6일에 확인함.
11. ↑  “真矢みき、名古屋でこっそり浮気発言!?ドラマ10『全力離婚相談』で弁護士役に!”. モデルプレス. 2014년 10월 17일. 2014년 12월 17일에 원본 문서에서 보존된 문서. 2014년 12월 17일에 확인함.
12. ↑  “『花アン』俳優の活躍が目立つ春ドラマ 注目株は仲間由紀恵の相手役・町田啓太”. ORICON STYLE. 2015년 4월 28일. 2015년 5월 14일에 확인함.
13. ↑  “黒木メイサ、無関心ではいられない ドラマ『デザイナーベイビー』に主演”. ORICON STYLE. 2015년 9월 22일. 2015년 9월 24일에 확인함.
14. ↑  “瀧本美織×鈴木保奈美「わたしをみつけて」制作開始！”. 《NHKドラマブログ》. NHK ONLINE. 2015년 8월 5일. 2020년 10월 29일에 원본 문서에서 보존된 문서. 2015년 10월 25일에 확인함.
15. ↑  “田中麗奈さん主演『愛おしくて』制作開始！”. NHKドラマ トピックス. 2015년 9월 18일. 2015년 11월 20일에 원본 문서에서 보존된 문서. 2015년 11월 13일에 확인함.
16. ↑  大石静 (2016년 1월 26일). “コントレール 〜罪と恋〜”. 静の海. 2016년 5월 15일에 확인함.
17. ↑  “松岡茉優×桐谷健太「水族館ガール」制作開始!”. 《NHKドラマ》. NHK ONLINE. 2016년 4월 19일. 2016년 6월 27일에 원본 문서에서 보존된 문서. 2016년 6월 17일에 확인함.
18. ↑  “文春文庫『運命に、似た恋』北川悦吏子”. 《文藝春秋BOOKS》. 文藝春秋. 2016년 10월 7일에 확인함.
19. ↑  “ドラマ10「コピーフェイス〜消された私〜」制作開始”. 《NHK大阪放送局ブログ》. NHK 오사카 방송국. 2016년 9월 30일. 2020년 6월 12일에 원본 문서에서 보존된 문서. 2017년 3월 28일에 확인함.
20. ↑  “波瑠、『あさが来た』後初のNHKドラマ主演 斉藤由貴と母娘愛憎バトル”. ORICON NEWS. 2016년 9월 15일. 2017년 1월 12일에 확인함.
21. ↑  “多部未華子さん主演「ツバキ文具店〜鎌倉代書屋物語〜」制作開始!”. 《NHKドラマ》. 日本放送協会. 2017년 3월 7일. 2017년 4월 1일에 원본 문서에서 보존된 문서. 2017년 3월 28일에 확인함.
22. ↑  “視聴室 ブランケット・キャッツ 真の主役は7匹の猫”. 《毎日新聞》. 2017년 6월 30일. 2020년 6월 12일에 원본 문서에서 보존된 문서. 2017년 6월 30일에 확인함.
23. ↑  “大森美香×竹野内豊 『この声をきみに』制作開始”. 《ドラマトピックス》. NHKドラマ. 2017년 7월 21일. 2017년 7월 28일에 원본 문서에서 보존된 문서. 2017년 7월 27일에 확인함.
24. ↑  “「マチ工場のオンナ」撮影現場紹介　柳沢慎吾がキレキレのアドリブ披露！”. 《NewsWalker》 (ザ・テレビジョン). 2017년 12월 22일. 2017년 12월 23일에 원본 문서에서 보존된 문서. 2017년 12월 22일에 확인함.